# Podlas (Bolęcin)
Podlas – część wsi Bolęcin w Polsce położona w województwie małopolskim, w powiecie chrzanowskim, w gminie Trzebinia.
W latach 1975–1998 Podlas administracyjnie należał do województwa katowickiego.